# Гамбатеза
Гамбатѐза (на италиански: Gambatesa, на местен диалект Iammatèse, Яматезе) е село и община в Централна Италия, провинция Кампобасо, регион Молизе. Разположено е на 468 m надморска височина. Населението на общината е 1502 души (към 2010 г.).